# Bevilacqua (Venetien)
Bevilacqua ist eine italienische Gemeinde (comune) mit 1790 Einwohnern (Stand 31. Dezember 2023) in der Provinz Verona in Venetien. 

## Geographie
Die Gemeinde liegt etwa 39 Kilometer südöstlich von Verona an der Fratta (einem Nebenfluss der Brenta), gehört zur Unione Comunale Dall'Adige al Fratta und grenzt unmittelbar an die Provinz Padua. Der Verwaltungssitz befindet sich im Ortsteil Marega. 

## Verkehr
Der Bahnhof von Bevilacqua liegt an der Bahnstrecke von Mantua nach Monselice. Durch die Gemeinde führt die frühere Strada Statale 10 Padana Inferiore (heute eine Regionalstraße) von Turin nach Monselice.

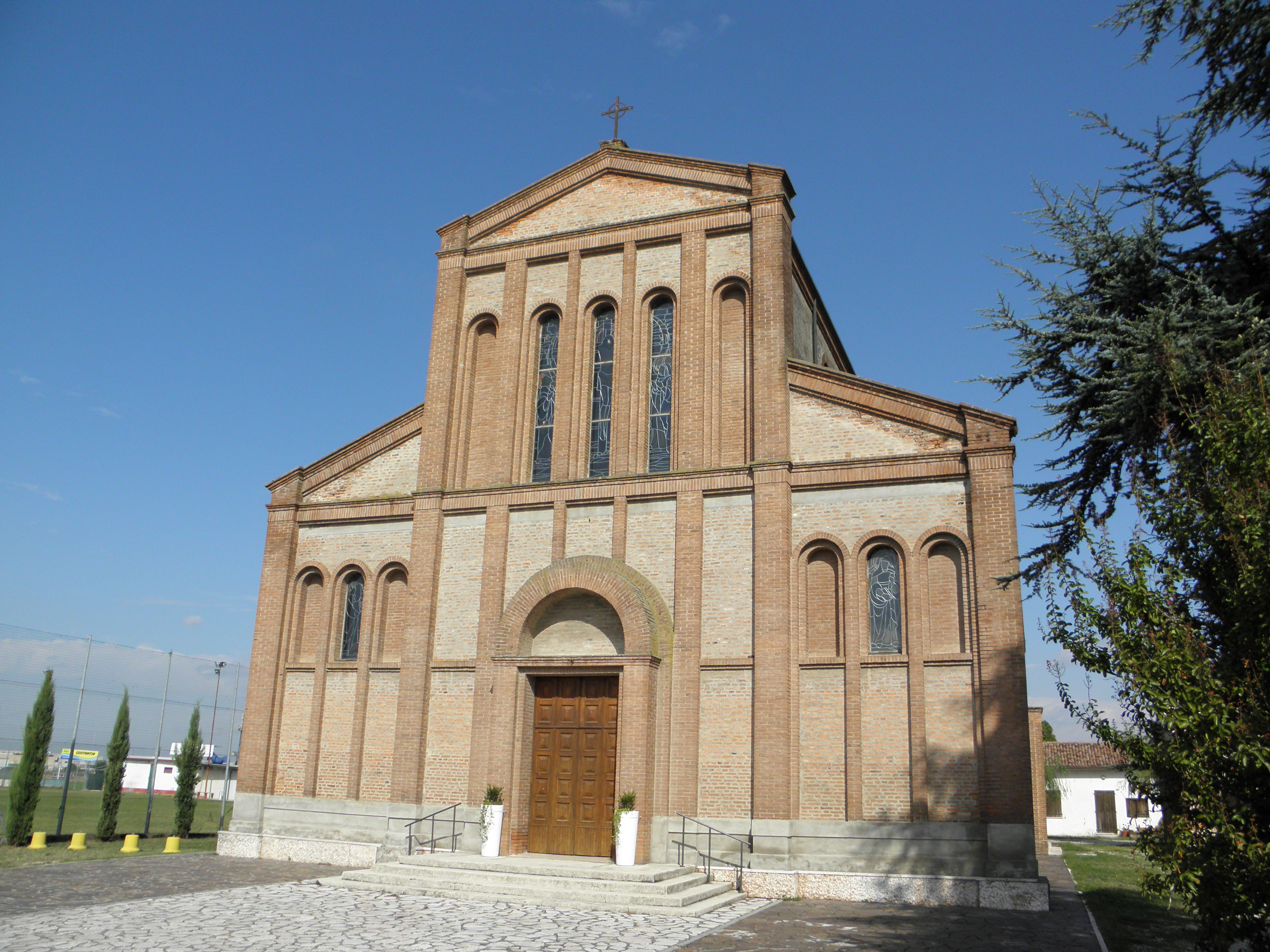
Pfarrkirche Sant’Antonio Abate
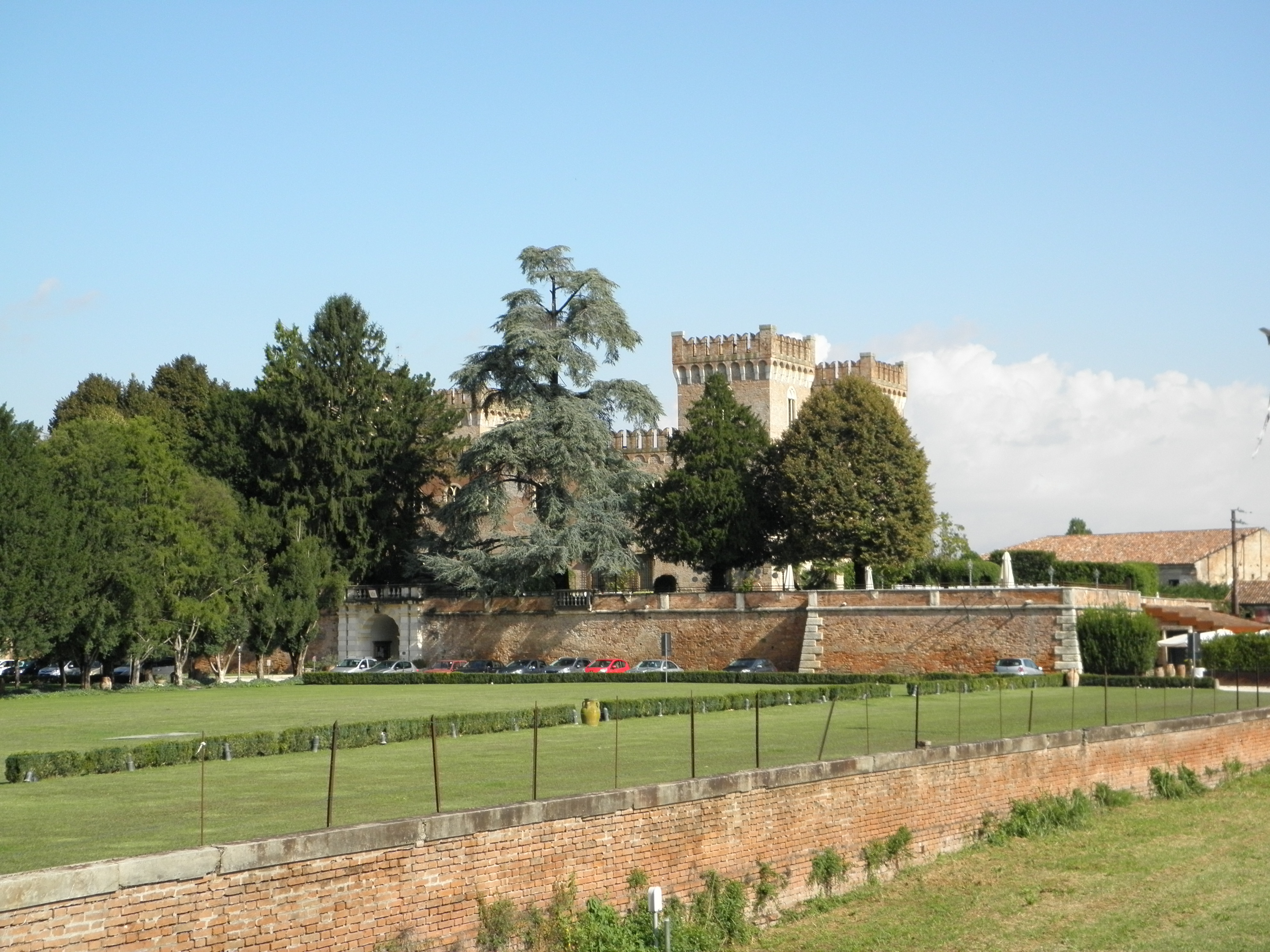
Castello di Bevilacqua
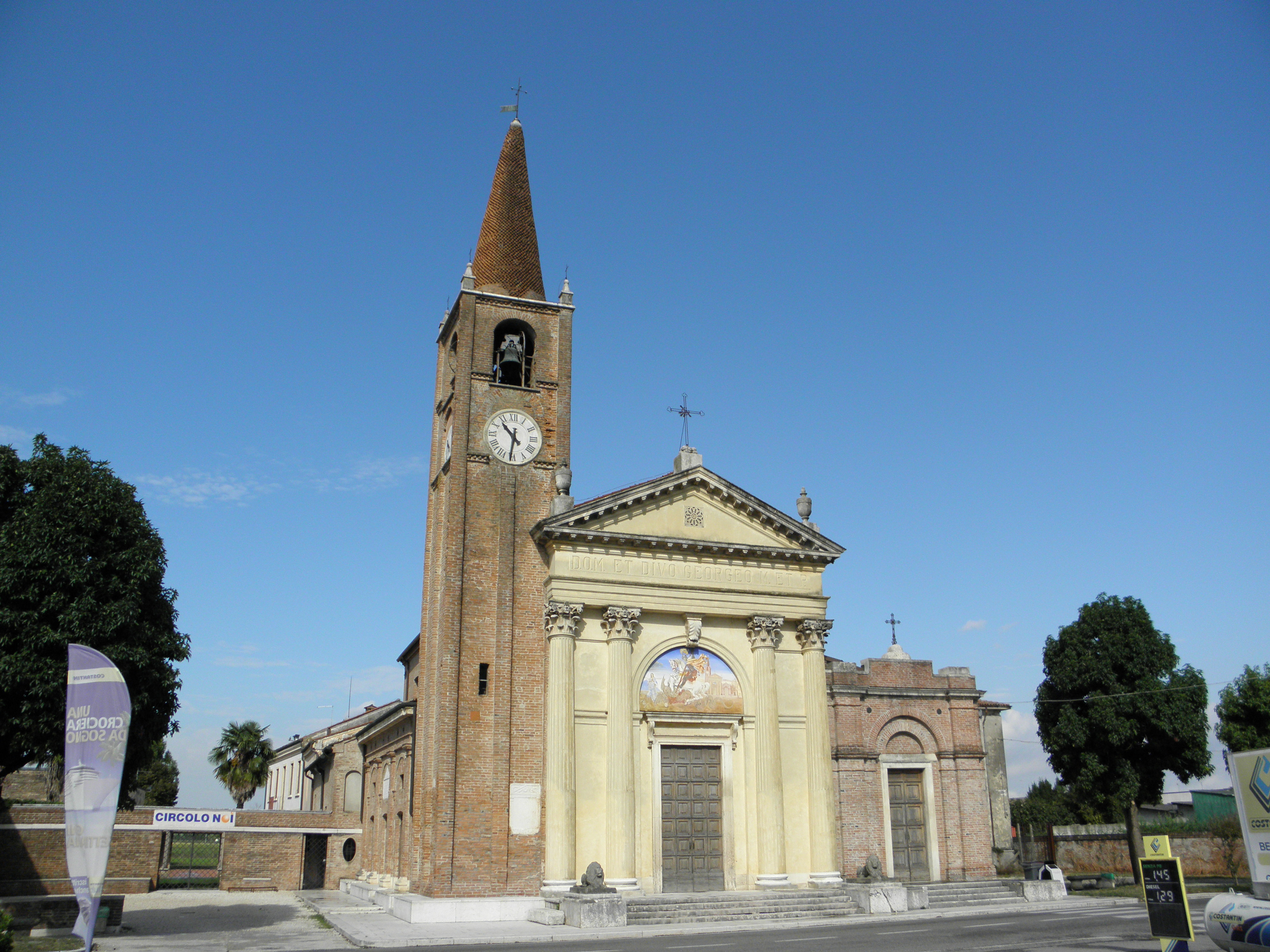
Kirche San Giorgio Martire im Ortsteil Marega